# Melpomene bipunctata
Melpomene bipunctata är en spindelart som först beskrevs av Roth 1967.  Melpomene bipunctata ingår i släktet Melpomene och familjen trattspindlar. Inga underarter finns listade i Catalogue of Life.